# Liste des as canadiens de la Première Guerre mondiale

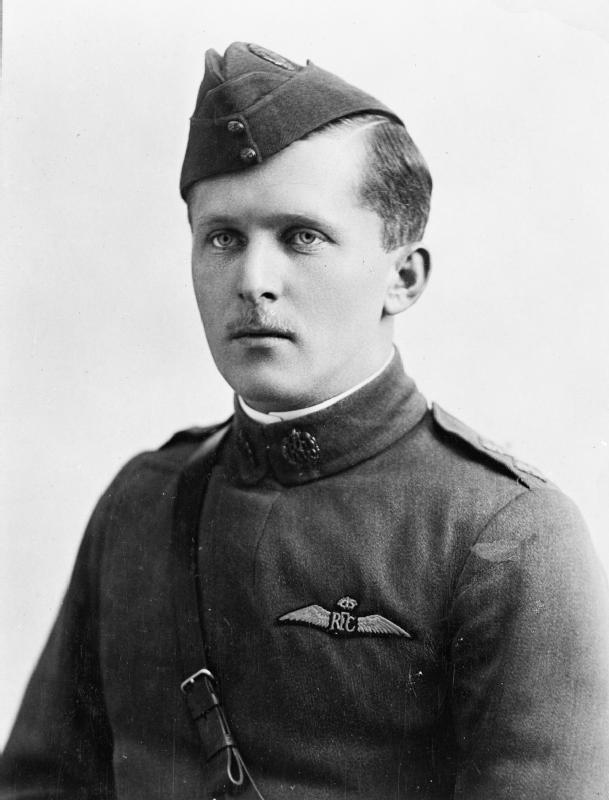
Billy Bishop, le meilleur as canadien du conflit. Il est également le meilleur as de l'Empire britannique et le troisième plus victorieux de toute la guerre (derrière Manfred von Richthofen et René Fonck).

Cette liste des as canadiens de la Première Guerre mondiale  contient les noms d'aviateurs originaires du Canada ayant obtenu le statut d'as selon les règles en vigueur pour le Commonwealth à cette période.

## Normes des victoires aériennes
Le décompte des victoires aériennes par les Britanniques est déterminé par la volonté du haut commandement de maintenir une offensive aérienne continue. Dès le début, ils considèrent comme victorieuses les actions qui déjouent les intentions des Allemands. Leur système de comptage est orienté vers la reconnaissance de la victoire morale que représente le fait de contrecarrer les actions offensives de l'ennemi, ainsi que la victoire physique que représente la destruction de ses avions.
1. Un pilote britannique ou du Commonwealth appartenant au Royal Flying Corps (RFC) et au Royal Naval Air Service, ou les pilotes australiens de l'Australian Flying Corps, peuvent être crédités d'une victoire pour avoir détruit un avion ennemi, pour l'avoir abattu et mis hors de contrôle, pour l'avoir capturé ou pour avoir détruit un ballon d'observation ennemi[1]. Au tout début des combats aériens, en 1915 et 1916, les victoires peuvent également être attribuées pour avoir forcé un avion ennemi à atterrir en territoire allié ou ennemi[1].
2. En 1917, le nombre de victoires « hors de contrôle » (« out of control »), « abattu » (« driven down ») et « forcé à atterrir » (« forced to land ») surcharge le système de notation[2]. Alors que les combats aériens s'intensifient au point que les pilotes britanniques soumettent jusqu'à 50 réclamations certains jours, le système de comptage sature[2]. En mai 1918, la nouvellement formée Royal Air Force cesse, soi-disant, de comptabiliser les victoires « hors de contrôle » dans les scores des pilotes, mais les crédite toujours aux pilotes pour l'attribution des décorations. Les victoires se limitent aux avions ennemis détruits, aux avions ennemis abattus hors de contrôle s'ils semblent si endommagés qu'ils vont s'écraser, et aux avions capturés[2]. Les quartiers généraux des Squadron (escadron), des Brigade (brigade) et des Wing (escadre) tiennent tous compte des scores individuels et des scores des unités[2].
3. Le système d'approbation commence par un rapport de combat du Squadron soumis au QG de la Wing[3]. Celui-ci transmet à son tour le rapport au QG de la Brigade. La Wing ou la Brigade peuvent approuver ou désapprouver le rapport ; parfois, l'une confirme la victoire et l'autre non[3].
4. Les victoires sont rapportées par le QG du RFC via un communiqué[3]. La date limite pour le communiqué quotidien (surnommé « Comic Cuts » par les pilotes) est fixée à 16 h[3]. L'adoption d'un système qui ne rend pas toujours compte d'un événement le jour où il se produit réellement ajoute à la confusion causée par le double compte rendu[3].
5. Dans les cas où plus d'un pilote (ou observateur) est impliqué dans une victoire britannique, la pratique est particulièrement incohérente. Puisqu'après tout un seul avion ennemi est détruit, la victoire au niveau de l'unité (au Squadron ou à la Wing par exemple) est comptée pour un[3]. D'un autre côté, dans certains cas, tous les pilotes concernés peuvent recevoir un crédit complet à leur score personnel, car les victoires à cette époque ne sont pas divisées de manière fractionnée, comme cela a été le cas plus tard[3]. À titre d'exemple frappant, pas moins de douze pilotes du RFC ont chacun revendiqué une victoire parce qu'ils ont contribué à détruire un Albatros D.III le 8 avril 1917[4]. Cependant, certains squadrons ne comptent ces victoires que pour l'unité concernée sans les créditer à un individu, ou comptent les scores « partagés » séparément des victoires « solo » d'un pilote particulier[5]. Dans le cas d'équipages de biplaces, le pilote et l'observateur peuvent tous deux être crédités d'une victoire[5]. La règle habituelle consiste à créditer toutes les victoires au pilote d'un Sopwith 1½ Strutter ou d'un Bristol F.2 Fighter biplace, mais l'observateur/tireur n'est crédité que pour les cas où il a tiré avec son arme[5]. Certains squadrons tiennent des listes distinctes des as pilotes et des as observateurs, d'autres non[5].
6. Contrairement aux autres forces aériennes de l'époque, les autorités britanniques n'exigent pas nécessairement une vérification indépendante au sol d'une victoire pour l'attribuer[3].

## Liste par nombre de victoires

### 50 victoires et plus
| Nom du pilote         | Victoires | Remarques                                                                           | Sources |
| --------------------- | --------- | ----------------------------------------------------------------------------------- | ------- |
| Billy Bishop          | 72        | Avec ses 72 victoires confirmées, Bishop est le meilleur as de l'Empire britannique | ,       |
| Raymond Collishaw     | 60        |                                                                                     | ,       |
| Donald MacLaren       | 54        |                                                                                     | [ 10 ]  |
| William George Barker | 50        | Tué dans un accident d'avion en 1930                                                | ,       |

### 20 victoires et plus
| Nom du pilote                    | Victoires | Remarques | Sources |
| -------------------------------- | --------- | --- | ------- |
| Alfred Atkey                     | 38        | | ,       |
| William Gordon Claxton (en)      | 37        | | ,       |
| Joseph Fall (en)                 | 36        | | [ 17 ]  |
| Frederick McCall (en)            | 35        | | [ 18 ]  |
| Frank Granger Quigley (en)       | 33        | | [ 19 ]  |
| Andrew Edward McKeever (en)      | 31        | Tué dans un accident de voiture le 3 septembre 1919, à 25 ans. | [ 20 ]  |
| Albert Desbrisay Carter (en)     | 28        | Le 19 mai 1918, il est abattu et capturé par l'as allemand Paul Billik de la Jasta 52. Carter meurt en Angleterre dans un accident aux commandes d'un Fokker D.VII le 22 mai 1919. | ,       |
| Reginald Hoidge                  | 28        | | [ 23 ]  |
| Clifford MacKay McEwen           | 27        | | [ 24 ]  |
| Frank Ormond Soden (en)          | 27        | | [ 25 ]  |
| Arthur Whealy (en)               | 27        | | [ 26 ]  |
| William McKenzie Thomson (en)    | 26        | | [ 27 ]  |
| Stanley Wallace Rosevear (en)†   | 25        | Tué au combat le 25 avril 1918. | [ 28 ]  |
| William Ernest Shields (en)      | 24        | Tué dans un accident d'avion le 1er août 1921. | [ 29 ]  |
| William Melville Alexander (en)  | 23        | | ,       |
| Joseph Leonard Maries White (en) | 22        | Tué dans un accident d'avion le 24 février 1925. | [ 32 ]  |
| Harold Leslie Edwards (en)       | 21        | | [ 33 ]  |
| Charles Hickey (en)†             | 21        | Tué dans une collision aérienne avec un autre pilote allié le 3 octobre 1918. | [ 34 ]  |
| Kenneth Burns Conn (en)          | 20        | | ,       |
| Camille Lagesse (en)             | 20        | | [ 37 ]  |

### 15 victoires et plus
| Nom du pilote                    | Victoires | Remarques                                                                           | Sources |
| -------------------------------- | --------- | ----------------------------------------------------------------------------------- | ------- |
| Arthur Bradfield Fairclough (en) | 19        |                                                                                     | [ 38 ]  |
| Ellis Vair Reid (en)†            | 19        | Tué au combat le 28 juillet 1917.                                                   | [ 39 ]  |
| George Chisholm MacKay (en)      | 18        |                                                                                     | [ 40 ]  |
| Alfred Williams Carter (en)      | 17        |                                                                                     | ,       |
| Stearne Tighe Edwards (en)       | 17        | Mort de ses blessures à la suite d'un accident d'avion survenu le 12 novembre 1918. | ,       |
| Carl Frederick Falkenberg (en)   | 17        |                                                                                     | [ 45 ]  |
| Gerald Gordon Bell (en)          | 16        |                                                                                     | ,       |
| Henry John Burden (en)           | 16        |                                                                                     | ,       |
| James Alpheus Glen (en)          | 15        |                                                                                     | [ 50 ]  |
| John Edmund Greene (en)†         | 15        | Tué au combat le 14 octobre 1918.                                                   | [ 51 ]  |

### 10 victoires et plus
| Nom du pilote                  | Victoires | Remarques | Sources |
| ------------------------------ | --------- | --- | ------- |
| Carleton Main Clement (en)†    | 14        | Tué au combat le 19 août 1917. | ,       |
| Albert Earl Godfrey (en)       | 14        | | [ 54 ]  |
| John Victor Sorsoleil (en)     | 14        | | [ 55 ]  |
| George Thomson (en)            | 14        | | [ 56 ]  |
| Hazel Wallace (en)             | 14        | | [ 57 ]  |
| Thomas F. Williams (en)        | 14        | Après avoir joué un rôle important dans la création de la Royal Canadian Air Force, Williams intègre le Canada's Aviation Hall of Fame (en). Il s'illustre également en effectuant des acrobaties aériennes jusqu'à l'âge de 86 ans.                                                                   | [ 58 ]  |
| Frederick C. Armstrong (en)†   | 13        | Tué au combat le 25 mars 1918. | ,       |
| Wilfred Curtis (en)            | 13        | Élu au Canada's Aviation Hall of Fame (en) en 1984. | ,       |
| George R. Howsam (en)          | 13        | | [ 63 ]  |
| Ernest Charles Hoy (en)        | 13        | Le 7 août 1919, Ernest Hoy réalise le premier vol au-dessus des Rocheuses canadiennes, en 16h42, à bord d'un Curtiss JN-4. | [ 64 ]  |
| Harold B. Hudson (en)          | 13        | | [ 65 ]  |
| Ronald M. Keirstead (en)       | 13        | | [ 66 ]  |
| John G. Manuel (en)†           | 13        | Tué le 10 juin 1918 dans une collision aérienne avec un autre pilote allié. | [ 67 ]  |
| Wilfrid «Wop» May              | 13        | May est le dernier pilote allié poursuivi par le Baron Rouge avant que ce dernier ne soit abattu. Après la guerre, il se reconvertit dans l'aviation de brousse et dans la traques de criminels depuis les airs dans le Grand Nord.                                                                    | [ 68 ]  |
| Stanley Stanger (en)           | 13        | | [ 69 ]  |
| Gerald Birks (en)              | 12        | | ,       |
| Edwin Claude Bromley (en)      | 12        | | ,       |
| William Leeming Harrison (en)  | 12        | | [ 74 ]  |
| William Henry Hubbard (en)     | 12        | | [ 75 ]  |
| Gordon Budd Irving (en)†       | 12        | Tué au combat le 11 août 1918. | [ 76 ]  |
| William Stanley Jenkins (en)   | 12        | | [ 77 ]  |
| Roy Manzer (en)                | 12        | | [ 78 ]  |
| Douglas McGregor (en)          | 12        | | [ 79 ]  |
| Henry Coyle Rath (en)†         | 12        | Tué le 26 octobre 1918 dans une collision aérienne avec un autre pilote de son escadron au-dessus de Tournai. | [ 80 ]  |
| Alexander MacDonald Shook (en) | 12        | | [ 81 ]  |
| William Stephenson             | 12        | Durant la Seconde Guerre mondiale, Stephenson fut responsable de la supervision du renseignement britannique dans tout l'hémisphère ouest. Selon Ian Fleming en 1962, James Bond n'est qu'une version hautement romancée de William Stephenson.                                                        | [ 82 ]  |
| Melville Waddington (en)       | 12        | | [ 83 ]  |
| James White (en)               | 12        | | [ 84 ]  |
| Fred Everest Banbury (en)†     | 11        | Tué dans un accident le 1er avril 1918. | ,       |
| Arnold Jacques Chadwick (en)†  | 11        | Tué au combat le 28 juin 1917 après avoir attaqué seul une formation de neuf appareils allemands. | ,       |
| Hiram Franklin Davison (en)    | 11        | | ,       |
| Art Duncan                     | 11        | Également joueur puis entraîneur de hockey sur glace. | ,       |
| Charles D. B. Green (en)       | 11        | | [ 93 ]  |
| William Roy Irwin (en)         | 11        | | [ 94 ]  |
| Mansell Richard James (en)     | 11        | Mansell James disparaît le 28 mai 1919 au cours d'une tentative d'établissement d'un record de vitesse entre Atlantic City et Boston, organisé par le Boston Globe. Malgré plusieurs années de recherche, la carcasse de son Sopwith Camel ainsi que son corps ne furent jamais retrouvés.             | [ 95 ]  |
| George Owen Johnson (en)       | 11        | | [ 96 ]  |
| Harold Anthony Oaks (en)       | 11        | Élu au Canada's Aviation Hall of Fame (en) en 1974, notamment pour ses vols de sauvetage pour secourir des gens isolés dans le Grand Nord canadien. | [ 97 ]  |
| Hilliard Brooke Bell (en)      | 10        | | ,       |
| Lloyd Samuel Breadner (en)     | 10        | Commandant de l'Aviation royale canadienne pendant la Seconde Guerre mondiale | ,       |
| Arthur Roy Brown               | 10        | Arthur Brown est crédité de la victoire sur Manfred von Richthofen, le meilleur as de la guerre. Son rôle exact est cependant débattu, puisque le Baron Rouge pourrait également avoir été abattu par des mitrailleurs australiens dans une tranchée que Brown et son adversaire allemand survolaient. | ,       |
| Frederick Elliott Brown (en)   | 10        | | ,       |
| Robert Dodds (en)              | 10        | | ,       |
| Alfred Michael Koch (en)       | 10        | Né en Suisse. | [ 108 ] |
| John Joseph Malone (en)†       | 10        | Tué au combat le 30 avril 1917. | [ 109 ] |
| Alfred Edwin McKay (en)†       | 10        | Tué au combat le 28 décembre 1917. | [ 110 ] |
| Guy Borthwick Moore (en)†      | 10        | Tué au combat le 7 avril 1918. | [ 111 ] |
| Frank Harold Taylor (en)       | 10        | | [ 112 ] |
| John Henry Tudhope (en)        | 10        | Bien que né en Afrique du Sud, Tudhope émigre au Canada après la guerre et joue un grand rôle dans le développement des lignes aériennes trans-canadiennes. | [ 113 ] |

### 5 victoires et plus
| Nom du pilote                          | Victoires | Remarques | Sources |
| -------------------------------------- | --------- | --- | ------- |
| Bernard Paul Gascoigne Beanlands (en)† | 9         | Tué au combat le 8 mai 1918. | [ 114 ] |
| William Henry Brown (en)               | 9         | | ,       |
| George William Bulmer (en)             | 9         | | [ 116 ] |
| Leonard Arthur Christian (en)          | 9         | | [ 117 ] |
| Richard Jeffries Dawes (en)            | 9         | | ,       |
| Roger Amédée Del'Haye (en)             | 9         | Né à Châlons-sur-Marne. Après avoir étudié à Paris, il émigre au Canada et s'engage donc dans les forces aériennes du Commonwealth en 1915. Après avoir poursuivi sa carrière et atteint le grade d'Air commodore, Del'Haye meurt en 1944 dans un accident aux commandes d'un appareil d'entraînement près de Montréal. | ,       |
| George Clapham Dixon                   | 9         | | ,       |
| James Henry Forman (en)                | 9         | | [ 124 ] |
| Acheson Goulding (en)                  | 9         | | [ 125 ] |
| Harold Spencer Kerby (en)              | 9         | Air vice-marshal pendant la Seconde Guerre mondiale. Kerby commande les forces aériennes britanniques en Afrique de l'Est. | [ 126 ] |
| David MacKay McGoun (en)               | 9         | | [ 127 ] |
| William Wendell Rogers (en)            | 9         | | [ 128 ] |
| Ernest James Salter (en)               | 9         | | [ 129 ] |
| Anthony Spence                         | 9         | | [ 130 ] |
| Louis Mark Thompson                    | 9         | | [ 131 ] |
| Kenneth Bowman Watson (en)             | 9         | | [ 132 ] |
| William Benson Craig (en)†             | 9         | Tué au combat le 26 septembre 1918. | ,       |
| John Dartnell De Pencier               | 8         | Tué dans une collision aérienne avec Cyril Ridley (en) le 17 mai 1920, à Cologn. Les deux hommes faisaient alors partie des troupes d'occupations canadiennes en Allemagne. | ,       |
| William Durrand Jr. (en)               | 8         | | [ 137 ] |
| Austin Lloyd Fleming (en)              | 8         | | [ 138 ] |
| D'Arcy Fowlis Hilton (en)              | 8         | | [ 139 ] |
| Ernest Graham Joy (en)                 | 8         | | [ 140 ] |
| Kenneth William Junor (en)             | 8         | | [ 141 ] |
| Arthur Gerald Knight (en)†             | 8         | Tué au combat le 20 décembre 1916. | [ 142 ] |
| William Myron MacDonald (en)           | 8         | | [ 143 ] |
| Reginald George Malcolm (en)           | 8         | | [ 144 ] |
| George Ivan Douglas Marks (sl)         | 8         | | [ 145 ] |
| Alan Duncan Bell-Irving (en)           | 7         | | [ 99 ]  |
| Thomas James Birmingham                | 7         | | [ 146 ] |
| Cecil Guelph Brock                     | 7         | | [ 147 ] |
| David Luther Burgess (en)              | 7         | | [ 148 ] |
| Lynn Campbell†                         | 7         | Tué au combat le 9 octobre 1918 | ,       |
| Ernest Francis Hartley Davis           | 7         | | ,       |
| Conway Farrell (en)                    | 7         | | [ 152 ] |
| George Buchanan Foster (en)            | 7         | | [ 153 ] |
| Eric Charlton Gilroy                   | 7         | | [ 154 ] |
| William Carrall Hilborn (en)           | 7         | | [ 155 ] |
| Jeffrey Batters Home-Hay (en)          | 7         | | [ 156 ] |
| Arthur Jarvis (en)                     | 7         | | [ 157 ] |
| Archie Nathaniel Jenks                 | 7         | | [ 158 ] |
| Harold Waddell Joslyn†                 | 7         | Tué au combat le 17 août 1917 | [ 159 ] |
| Alfred Alexander Leitch (en)           | 7         | | [ 160 ] |
| Malcolm Plaw MacLeod (en)              | 7         | | [ 161 ] |
| Roy Kirkwood McConnell                 | 7         | | [ 162 ] |
| Ernest Morrow (en)                     | 7         | | [ 163 ] |
| John Albert Page                       | 7         | | [ 164 ] |
| Stanley Asa Puffer                     | 7         | | [ 165 ] |
| Lewis Hector Ray                       | 7         | | [ 166 ] |
| Emerson Smith (en)                     | 7         | Abattu et capturé le 26 octobre 1917 par l'as allemand Joachim von Busse (en). | [ 167 ] |
| Merrill Taylor (en)†                   | 7         | Tué au combat le 7 juillet 1918. | [ 168 ] |
| Percival Ewart Appleby                 | 6         | | [ 169 ] |
| Henry Gordon Clappison (en)            | 6         | | ,       |
| Irving Banfield Corey                  | 6         | | [ 172 ] |
| Earl Frederick Crabb (en)              | 6         | Après la guerre, Crabb se reconvertit en acrobate aérien et en pilote civil aux États-Unis. Il est le premier pilote embauché par le service des forêts dans le Maine. | ,       |
| Jack Elmer Drummond                    | 6         | | ,       |
| Herbert Howard Snowden Fowler          | 6         | Herbert Fowler est réformé au cours de l'été 1918 pour des problèmes d'audition qui le laissent pratiquement sourd. | [ 176 ] |
| Daniel Murray Bayne Galbraith (en)     | 6         | Tué dans un accident de voiture en 1921 alors qu'il sert toujours dans la Royal Canadian Air Force. | [ 177 ] |
| Ernest Tilton Sumpter Kelly†           | 6         | Tué au combat le 15 juin 1918. | [ 178 ] |
| Earl Stanley Meek                      | 6         | | [ 179 ] |
| Norman Craig Millman (en)              | 6         | | [ 180 ] |
| Gerald Ewart Nash (en)                 | 6         | | [ 181 ] |
| Medley Kingdon Parlee                  | 6         | | [ 182 ] |
| Alan MacMillan Phillips                | 6         | | [ 183 ] |
| William Keith Swayze                   | 6         | Fait prisonnier le 4 septembre 1918, il meurt peu de temps après son rapatriement, en février 1920. | [ 184 ] |
| Harry Lutz Symons                      | 6         | | [ 185 ] |
| George Leonard Trapp (en)†             | 6         | Tué au combat le 13 novembre 1917. Trapp est également le beau-frère de Raymond Collishaw. | [ 186 ] |
| Harry Ellis Watson                     | 6         | Devient joueur de hockey sur glace après la guerre. | [ 187 ] |
| Harry Wood (en)                        | 6         | | [ 188 ] |
| George Benson Anderson                 | 5         | | [ 189 ] |
| Louis Drummond Bawlf                   | 5         | | [ 190 ] |
| George Walker Blaiklock                | 5         | | [ 191 ] |
| William Otway Boger (en)†              | 5         | Tué au combat le 10 août 1918 | [ 192 ] |
| Edward Borgfeldt Booth†                | 5         | Tué au combat le 7 avril 1918 | ,       |
| William Eric Bottrill                  | 5         | | [ 195 ] |
| Harry Neville Compton                  | 5         | | ,       |
| John Bonnicher Crompton                | 5         | | ,       |
| Lumsden Cummings                       | 5         | | ,       |
| Chester Stairs Duffus (en)             | 5         | | ,       |
| Edward Carter Eaton (en)†              | 5         | Tué au combat le 26 juin 1918 | ,       |
| William Boyd Elliott                   | 5         | | [ 205 ] |
| Sydney Emerson Ellis†                  | 5         | Tué accidentellement le 12 juillet 1917 | ,       |
| George William Gladstone Gauld         | 5         | | [ 208 ] |
| John Gordon Gillanders                 | 5         | | [ 209 ] |
| William John Gillespie (en)            | 5         | | [ 210 ] |
| Edward Rochfort Grange                 | 5         | | [ 211 ] |
| Hugh Bradford Griffith                 | 5         | | [ 212 ] |
| John Playford Hales†                   | 5         | Tué au combat le 23 août 1918 | [ 213 ] |
| Joseph E. Hallonquist (en)             | 5         | | [ 214 ] |
| Earl McNabb Hand                       | 5         | Abattu par l'as austro-hongrois Frank Linke-Crawford le 1er juin 1918, Hand s'en sort vivant et est fait prisonnier. | [ 215 ] |
| Conrad Tolendal Lally                  | 5         | | [ 216 ] |
| Robert Hazen Little                    | 5         | | [ 217 ] |
| Ross Morrison MacDonald                | 5         | | [ 218 ] |
| John Finlay Noel MacRae                | 5         | | [ 219 ] |
| Patrick Sarsfield Manley               | 5         | Abattu et capturé avec son observateur, George Frederick Hines, le 27 septembre 1918. | [ 220 ] |
| William Drummond Matheson (en)         | 5         | Blessé le 16 mars 1917, il est amputé d'un pied et rapatrié au Canada. | [ 221 ] |
| John Harry McNeaney (en)               | 5         | | [ 222 ] |
| Russell Fern McRae                     | 5         | | [ 223 ] |
| Harold Arthur Sydney Molyneux          | 5         | | [ 224 ] |
| Harold Edgar Mott                      | 5         | | [ 225 ] |
| Redford Mulock                         | 5         | Premier pilote canadien et premier pilote du RNAS à atteindre le rang d'as. | [ 226 ] |
| John Edwardes Pugh                     | 5         | | [ 227 ] |
| John Bernard Russell                   | 5         | | [ 228 ] |
| James Robert Smith (en)                | 5         | | [ 229 ] |
| George Arthur Welsh (en)               | 5         | | [ 230 ] |
| Robert Kenneth Whitney (en)            | 5         | | [ 231 ] |